# 広安区
広安区（こうあん-く）は中華人民共和国四川省広安市に位置する市轄区。

## 地理
七一ダムと新農ダムがある。また、渠江 (嘉陵江支流)が前鋒区との区境を流れている。さらに、全民ダムは、西渓河を通じて金沙江に流れ長江へ合流する。

## 歴史
1998年、広安県から広安区に行政区政が移行。2013年に広安区の一部が前鋒区として分区。現在の行政区域となる広安区が成立。

## 行政区画
- 街道:濃洄街道、北辰街道、広福街道、万盛街道、中橋街道、棗山街道
- 鎮:官盛鎮、協興鎮、濃渓鎮、悦来鎮、興平鎮、井河鎮、花橋鎮、竜台鎮、肖渓鎮、恒升鎮、石笋鎮、白市鎮、大安鎮、大竜鎮、東岳鎮、穿石鎮
- 郷:竜安郷、彭家郷、白馬郷

## 教育

### 大学
- 広安職業技術学院[1]

## 交通

### 鉄道
- 蘭渝線南高支線
  - 広安南駅

### 道路
- 高速道路
  -  滬蓉高速道路
  -  銀昆高速道路
  -  広瀘高速道路（中国語版）
  -  通広高速道路（中国語版）
- 国道
  - G244国道（中国語版）
  - G318国道
  - G350国道（中国語版）
- 省道
  - 106省道
- 県道
  - 17号県道

## 健康・医療・衛生
- 広安区人民医院
- 広安市広安区第二人民医院
- 広安市広安区康復医院
- 広安市広安区中医院
- 広安市婦幼保健院

## 名所・旧跡・観光スポット
- 鄧小平故居（中国の観光地等級AAAAA、四川全国重点文物保護単位列表（中国語版））